# Embaixada da França em Brasília
A Embaixada da França em Brasília é a principal missão diplomática francesa no Brasil. Está localizada em SES 801, Lote 04, Setor de Embaixadas Sul - Asa Sul.
A atual embaixadora é Brigitte Collet, no cargo desde 2020.

## Construção
A ideia de uma embaixada francesa no Brasil, foi construída após o final da Segunda Guerra Mundial, por meio de um decreto do presidente Getúlio Vargas em 25 de setembro de 1945.
A construção de um prédio no Rio de Janeiro, então capital do Brasil, foi feita entre os anos de 1951 e 1955 e projetada pelos arquitetos franceses Auguste Rendu e Jacques Pilon. O prédio encontrava-se em região privilegiada do centro cultural brasileira, sendo próximo da Biblioteca Nacional do Brasil e da sede da Academia Brasileira de Letras.
A estrutura da embaixada foi inaugurada em 20 de março de 1956, com as presenças presidente brasileiro Juscelino Kubitschek e do Ministro das Relações Exteriores do governo francês, Maurice Faure. O amplo prédio apresentava rico conhecimento, possuía sala de imprensas, salas de aulas para teatro, duas bibliotecas, um acervo considerável de discos de vinil e até mesmo uma sala da empresa aérea francesa Air France.

## Conexão França-Brasília
No dia 25 de agosto de 1959, Juscelino Kubitschek e o então Ministro Francês da Cultura, André Malraux, compareceram juntos ao lançamento, em Brasília, da pedra fundamental da Maison de France (Casa da Cultura Francesa), que em 1962 passou a ser a Aliança Francesa de Brasília.
Em 1963, o famoso arquiteto franco-suiço Le Corbusier apresentou um estudo preliminar para a construção da embaixada. Essa proposta ficou famosa pela inclusão de um prédio de oito andares, mas acabou sendo adiado por diversos motivos. Le Corbusier morre em 1965, levando a um associado dele, o chileno Guillermo Jullian de la Fuente, se tornar o responsável pelo projeto. Mudanças no programa o fizeram desistir do projeto original e criar um novo, com vários blocos articulados entre si. De Le Corbusier, só sobrou a estética brutalista que ele havia adotado no fim da vida e a tapeçaria Bogotá que ficou na residência do embaixador. Os interiores dos prédios foram feitos por Michel Boyer.
Com a transferência da capital do Rio de Janeiro para Brasília, todo um aparato de serviços burocráticos do Estado e de papeis federativos foram transferidos para nova capital. Com isso, a embaixada da França despediu-se da cidade do Rio de Janeiro e embarcou para Brasília no ano de 1967. O prédio definitivo da embaixada foi concluído em 1974 após dois anos de obras.

## Biblioteca
Criada em 1961, a partir da fusão da Biblioteca do Serviço Cultural da Embaixada com a Biblioteca da Aliança Francesa, a Biblioteca da Maison de France tem papel importantíssimo no intercâmbio cultural de conhecimento entre os dois países. Durante o período da ditadura militar, ela foi um espaço de liberdade, trocas e acesso livre a diversas «leituras subversivas» no país, especialmente os pensadores marxistas e de esquerda. Pela proximidade com a Universidade Federal do Rio de Janeiro, o ambiente conquistou ares de biblioteca universitária.
Na década de 1990, teve seu acervo renovado com o incremento de diversos suportes multimídia, tornou-se uma Mediateca, organizada segundo o modelo das mais modernas bibliotecas francesas do gênero, abrigando um acervo contemporâneo em livros, cds, vídeos, periódicos, bem como computadores para uso público. Desde 1996, ela funciona também como um Centro de Informações, propondo aos leitores e visitantes um serviço gratuito de orientação e dados sobre a França contemporânea.
Em 2016, junto com o projeto de revitalização da cidade do Rio de Janeiro para os Jogos Olímpicos de Verão de 2016, o prédio passou por reformas e ganhou novo design, sendo modernizado e dialogando com os modernos anseios do público brasileiro.

## Atualidade
Entre os anos de 2003 e 2010, o Brasil teve um estreitamento na relação entre os dois países. Os então presidentes, Luiz Inácio Lula da Silva e Jacques Chirac, fizeram acordos pela entrada do país no Conselho de Segurança das Nações Unidas. Esse estreitamento também teve impactos militares, energéticos e tecnológicos.
Situada na Asa Sul, em Brasília a embaixada promove um maior intercâmbio entre os dois países e procura por ajudar com serviços burocráticos como vistos e viagens estudantis. Além da embaixada, a França possui consulados-gerais em São Paulo, Rio de Janeiro e Recife e mais catorze consulados honorários em diversas cidades brasileiras.
A atual embaixadora francesa é Brigitte Collet, especialista em direito internacional e administração pública. Segundo a Polícia Federal do Brasil (PF) mais de trinta mil franceses moram no Brasil atualmente.